# Георги Корназов
Георги Корназов (на френски: Gueorgui Kornazov) е български джаз музикант, композитор, тромбонист, живеещ и работещ в Париж, Франция.

## Биография
Роден е на 30 септември 1971 г. в Севлиево, България; родителите му са инженери. Скоро след раждането му семейството се премества в София. Георги започва да свири на пиано на 9-годишна възраст, а на 12 години – и на тромбон. Учи класическа музика в музикалното училище „Любомир Пипков“ и Националната музикална академия „Проф. Панчо Владигеров“ в София. Паралелно с това Жоро се интересува от джаз и бързо започва да свири с едни от най-реномираните български джазови музиканти – Милчо Левиев, Антони Дончев, Стоян Янкулов, Теодоси Спасов, Христо Йоцов и др., с групата „Бели, зелени, червени“, а също и с кларнетиста Иво Папазов. През 1993 г. Георги сформира първата си група – „The Dixie Jockers“.
През 1995 г. е приет в класа по джаз и импровизация в Националната академия за музика и танци (Conservatoire National Supérieur de Musique et Danse) в Париж, където работи с Франсоа Жано, Жан-Франсоа Жени Кларк, Ерве Селан и Франсоа Теберж. От същата година живее и твори в Париж. През 1996 г. спечелва награда за най-добър солист на „Джазовия трамплин“ в Авиньон, под президентството на Даниел Юмер.
През 1998 г. се дипломира с отличие (златен медал) в Националната академия в Париж, спечелва трета награда като солист и втора награда за група със секстета на Жофруа Тамизие на френския Национален джазов конкурс „La Défense". Поканен е за солист в Lorient Big Band, Бретанския регионален джазов оркестър, с който прави няколко турнета: 1996 г. в Латвия, 1997 г. във Виетнам, 1998 г. в Камбоджа и 1999 г. в Полинезия.
През 1999 г. създава своя първи квинтет със Стефан Гийом (саксофон, кларинет), Емануел Коджиа (китара), Тома Гримонпре (барабани) и Антонио Ликузати (контрабас), с които спечелва трета награда за група на конкурса „La Défense“. Записва диска „Une vie sans lune“ с „OLH Acoustique“ на Жофруа Тамизие.
През 2000 г. Георги участва в многобройни проекти: замества във френския Национален джазов оркестър на Дидие Лувале, под диригентството на Джон Луис (Modern Jazz Quartet) и като титуляр в следващата му версия с Паоло Дамяни. Там работи с Франсоа Жано, Джанлуиджи Тровези, Кристоф Mарге, Пол Роджерс, Кристоф Монио, Авиер Жирото, Джианлука Петрела, Mедерик Колинион и Ануар Браем. Участва в Paris Jazz Big Band. Акомпанира Тутс Тилеманс, Фил Колинс и Хенри Салвадор под ръководството на Куинси Джоунс, както и в „l’Arbre Voyage“ на Бертран Ренодан с Ерве Селан, Ив Русо и Йонас Кнутсън.
През 2001 г. Георги записва „Старо Време“, своя първи албум с авторска музика, отличен c четири звезди във френското джазово списание Jazzman, участва във втория албум на „OLH Acoustique“ на Жофруа Тамизие с участието на Kenny Wheeler, а също така и в албума „A Suivre“ с Paris Jazz Big Band. Създава квартет в почит на Джей Джей Джонсън с Дени Лулу (тромбон), Пиер Паоло Поци (барабани) и Стефан Кереки (бас).
От 2002 до 2009 г. Георги свири в „Strada секстет“ на Анри Тексие, с който изнася концерти във Франция, Италия, Испания, Португалия, Германия, Австрия, Великобритания, Русия, Норвегия, Либия.
През 2004 г. Георги записва „С дъх на розово масло“, втория си албум с авторска музика, със Стефан Гийом (саксофон, кларинет), Емануел Коджиа (китара), Тома Гримонпре (барабани), Себастиан Боасо (контрабас), Красен Люцканов (кавал) и Жофруа Тамизие (тромпет).
През 2005 г. Георги Корназов е поканен като постоянен член във Виена Арт Оркестра, дирижиран от Матиас Рюг, с който записва албума „Swig and affairs“, а също и в секстета на Жан-Мари Машадо „Андалусия“. Прави европейско турне с Виена Арт Оркестра.
През 2006 г. Георги създава 2 нови групи: „Хоризонти квинтет“ с Емил Паризиан, Маню Коджиа, Марк Буронфос, Карл Янушка и триото „Корназов/Коджиа/Тамизие“.
През 2007 г. е поканен от Norddeutscher Rundfunk (NDR) Big Band, Хамбург, където работи с Bоб Брукмайер, Al Jarreau, Нилс Ландгрен, Джин Калдерацо, Дени Готлиб, Гери Хъзбънд, Ерик Уотсън, Кристоф Лауер, Нилс Вограм, Клаус Щотер, а също и с композиторите и аранжори Стив Грей и Майкъл Гибс.
Записва „Вяра“ с и „“ с триото Корназов/Коджиа/Тамизие.
Записва албума „Вяра“ през 2008 г. с „Хоризонти квинтет“. Записва също „Le gris du vent“ с триото Корназов/Коджиа/Тамизие. Европейско турне с Ал Джаро и NDR Big Band.
През 2008 г. Георги записва „Marciac-New York Express“ с Eрве Cелан септет и участва в редица фестивали: Vienne, Marciac, Ramatuelle, Nevers (Париж), Арените на Монмартър.
От 2009 г. свири в „Danzas“ на Жан-Мари Машадо и прави запис с „Маню Коджиа квинтет“. Концерти в Париж – New Morning, Sunset.
2010 г.: Създава в София „ОТНОВО“ – нов проект с авторска музика с участието на Антони Дончев (пиано), Росен „Roko“ Захариев (тромпет, флюгелхорн), Стоян Янкулов (барабани) и Георги Дончев (контрабас). Концерти в Радио София, международния джаз фест Варна. Карт-бланш на фестивала „Eclats d’émail“ в Лимож, Франция и в Париж – Radio France, където Георги създава международна версия на „ОТНОВО“ с Алекс Сипиагин (тромпет), Димитър Бодуров (пиано), Емил Паризиан (сопран саксофон), Маню Коджиа (китара), Марк Буронфос (контрабас) и Антоан Банвил (барабани).
2011 г.: Солист на бигбенда на Радио София (дир. Антони Дончев). Записва в Италия с Mауро Негри „Европейски квартет“ с Марио Гонци (барабани) и Георг Брайншмид (контрабас). Концерти – Jazzahead в Бремен, Благоевград джаз фест, Будапеща джаз фест, Мантова (Италия).
2012 г.: Cвири с „Compagnie des Musiques à Ouїr“ на Дени Шарол, „Джобния духов оркестър“ на Жофроа Тамизие и септета на Oливие Люгоаз, с който записва албума „ABSTRACT“.
През 2013 г. Георги създава три нови проекта: „The Majesty Of Kenny Wheeler“ (в почит на големия канадски композитор и тромпетист) с Клаудия Солал-глас, Жан Шарл Ришар-саксофон сопрано, Маню Коджиа-китара, Гийом де Шаси-пиано, Кристоф Марге-барабани и Матиас Зандай-контрабас, „Gueorgui Kornazov BRASS SPIRIT“ Емерик Авис-тромпет, Дидие Итюрсари-акордеон, Бастиан Стил-туба и Ерик Eшампар-барабани и дуета „Съзнание“ с пианиста Леонардо Монтана. Издава „Сила“ – четвъртият албум с авторска музика, оценен с „ШОК“ в Jazzmagazin, записва „Duke & Thelonius“ с „la Compagnie des Musiques à Ouїr“ на Дени Шарол и „Trapeze“ с квинтета на тромпетиста Ян Шумахер.
През 2014 г. записва „Съзнание“ – петия си албум с авторска музика и публикуване на шестия – „Концерта в Будапеща“ от издателската къща Будапеща мюзик център. Турнета в Карибите с Биг бенда на Тони Шасьор и в Европа с „Хоризонти квинтет“-„Сила“: „Porgy & Bess“ (Виена), Moods (Цюрих), „Le Mur du son“ (Ла Шо дьо Фон), Sunset (Париж), BMC-Будапеща, „Au Sud du Nord“, „Le Comptoir“ (Фонтене), „Pannonica“ (Нант), Eaubonne jazz, Reims jazz fest, Festi'Cuivres (Бар ле Дюк), с „Brass Spirit“.
През 2015 г. Георги композира и оркестрира нова авторска музика за биг бенд и трима солисти, озаглавена „Съзнание“. Създаване в София, България през септември 2015 г.
Cвири в проекта на Нгуен Ле „The Darc Side Of The Moon“ (По музика на Пинк Флойд) и с триото на Давид Венитучи. Концерти в New Morning – Париж, Ница, Европейско турне със „Сила“ Валансиен, Монастие, Шалон, Дижон, Оксер, Lillebone, Париж (Франция), NDR Хамбург – Германия.

## Дискография
- Gueorgui Kornazov „Horizons quintet“ The Budapest concert / BMC Records 2014
- Suznanie / Gueorgui Kornazov & Leonardo Montana /Kornazov records, 2014
- Sila/ Gueorgui Kornazov „Horizons sextet“ / Kornazov records, 2013
- Abstract / Olivier Le Gois / Rewind records, 2013
- Trapeze / Jan Schumacher / Bernett recors, 2013
- La fête à Bobby /Jean-Marie Machado „Danzas“ /Beejazz, 2012
- Senza sordino/The Big Band of the bulgarian national radio, 2012
- Part of the art / Mauro Negri Europart quartet / TRJ Recors, 2011
- Fiesta nocturna / Jean-Marie Machado „Danzas“ / Beejazz, 2010
- Manu Codjia / Bee jazz 2009
- Le gris du vent / Kornazov/Codjia/Tamisier, 2008
- Viara /Georgi Kornazov „Horizons“ quintet / BMC Records, 2008
- Marciac-New-York Express /Herve Sellin tentet/ Cristal Records, 2008
- Eeropean Jazz Factory/ Koppel, Piromalli, Kornazov, Andersson, Humair /Cowbelmusic, 2008
- 30 Years Vienna Art Orchestra trilogie: American Dreams, European Visionaries, Visionaries & Dreams / Universal, 2007
- Wind stille /Jan schumacher quartet/ Cristal Records, 2007
- Alerte a l'eau/ Henri Texier Strada sextet /Label Blue, 2006
- Mes mots / Jerome Seguin / JMUSE, 2006
- Swing & affaires / Vienna Art Orchestra / Universal, 2005
- Vivre / Henri Texier Strada sextet / Label Bleu, 2004
- Holy Lola / Henri Texier Holy Lola Orchestra / Label Bleu, 2004
- Essence de roses / Gueorgui Kornazov/ Cristal Records, 2004
- Chimeres / Sébastien Texier / Night Bird Music, 2003
- Mediteraneo / Paris Jazz Big Bang / Cristal Records, 2002
- Princesse fragile / Christophe Monniot / Quoi de neuf docteur?
- Staro vreme / Gueorgui Kornazov / Yolk, 2001
- Pour Kenny / O.L.H. Acoustic / Yolk, 2001
- L'arbre voyage / Bertrand Renaudin / C.C. Production, 2000
- A suivre / Paris Jazz Big Band / 2000, Cristal Records, 2000
- Une vie sans lune / O.L.H. Acoustic / Yolk, 1999